# Gustav Andreas Tammann
Gustav Andreas Tammann (ur. 24 lipca 1932 w Getyndze, zm. 6 stycznia 2019) – niemiecki astronom, wnuk chemika Gustava Tammanna.

## Życiorys
Gustav Andreas studiował astronomię w Bazylei i Getyndze. W 1963 wyjechał do obserwatorium Mount Wilson i rozpoczął wieloletnią współpracę z Allanem Sandage. W 1972 został profesorem Uniwersytetu w Hamburgu. Od 1977 do emerytury był kierownikiem Instytutu Astronomicznego Uniwersytetu w Bazylei.
W 2000 otrzymał nagrodę im. Alberta Einsteina, zaś w 2005 Medal Karla Schwarzschilda. Był członkiem Rady Europejskiego Obserwatorium Południowego.
W uznaniu jego zasług jedną z planetoid nazwano (18872) Tammann.